# QRpedia
是一個QR碼系統。使用者可以使用智慧型手機等行動裝置掃描QRpedia的QR碼，然後以他們的選擇的語言連結到維基百科的文章。QR碼的產生很容易，並可直接連結至任何的統一資源標識符（URI），不過相對於一般的QR碼，QRpedia增加了更多功能。QRpedia由Wikimedia UK（WMUK）所有與運作。
QRpedia的構想始於維基百科的志願者Roger Bamkin，由Terence Eden編碼，並於2011年4月亮相。它目前使用於博物館以及許多國家的機構，包括澳大利亚、保加利亞、捷克共和國、愛沙尼亞、西班牙、印度、英國與美國。該計劃的源代碼在MIT許可證的規範之下可自由重複使用。

## 原理

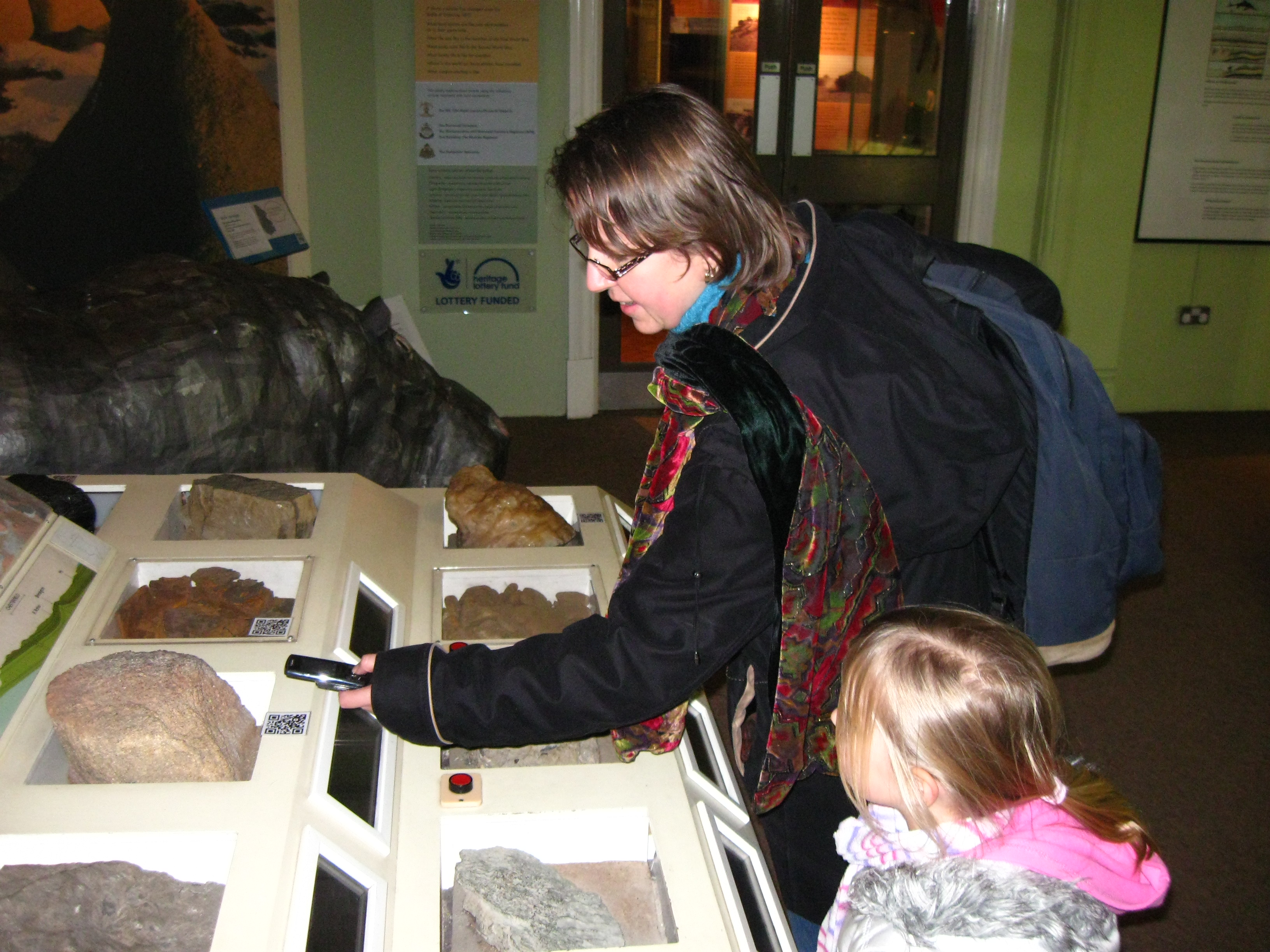
德比博物館的參訪者使用手機掃描QRpedia的QR碼

當使用者在他們的行動裝置上掃描一個QRpedia的QR碼，裝置會將QR碼解碼成一個域名為“qrwp.org”、路徑區段為該維基文章標題的統一資源標識符“URL”，並依照此URL向QRpedia的網頁伺服器請求文章內容，該裝置的語言設定也一併傳送給伺服器。
QRpedia的伺服器接著使用維基百科的API來確定是否有與此裝置的語言相對應的文章。如果有，則回傳該文章的行動版；如果沒有，則傳回其他可用的語言給使用者選擇，或者傳回經過Google翻譯處理過後的版本。
如此一來，就算博物館沒有提供使用者所需的語言，使用者也可以透過QRcode取得。此外，QRpedia的使用紀錄也會被統計下來。

## 起源
QRpedia的構想來自維基百科自願者Roger Bamkin以及行動網路諮詢顧問Terence Eden。
QRpedia在2011年4月9日德比博物館與藝術畫廊的Backstage Pass活動裡公開亮相，這是"GLAM/Derby"合作的一部分。 此期間，有超過1,200篇，包含數種語言的維基百科條目被建立。
這個計劃的名稱--QRpedia，是一個混成詞。“QR”源自於“QR code”，“pedia”源自於“Wikipedia”。
在MIT許可證底下，這個計劃的原始碼是可供自由重複使用的。

## 落實

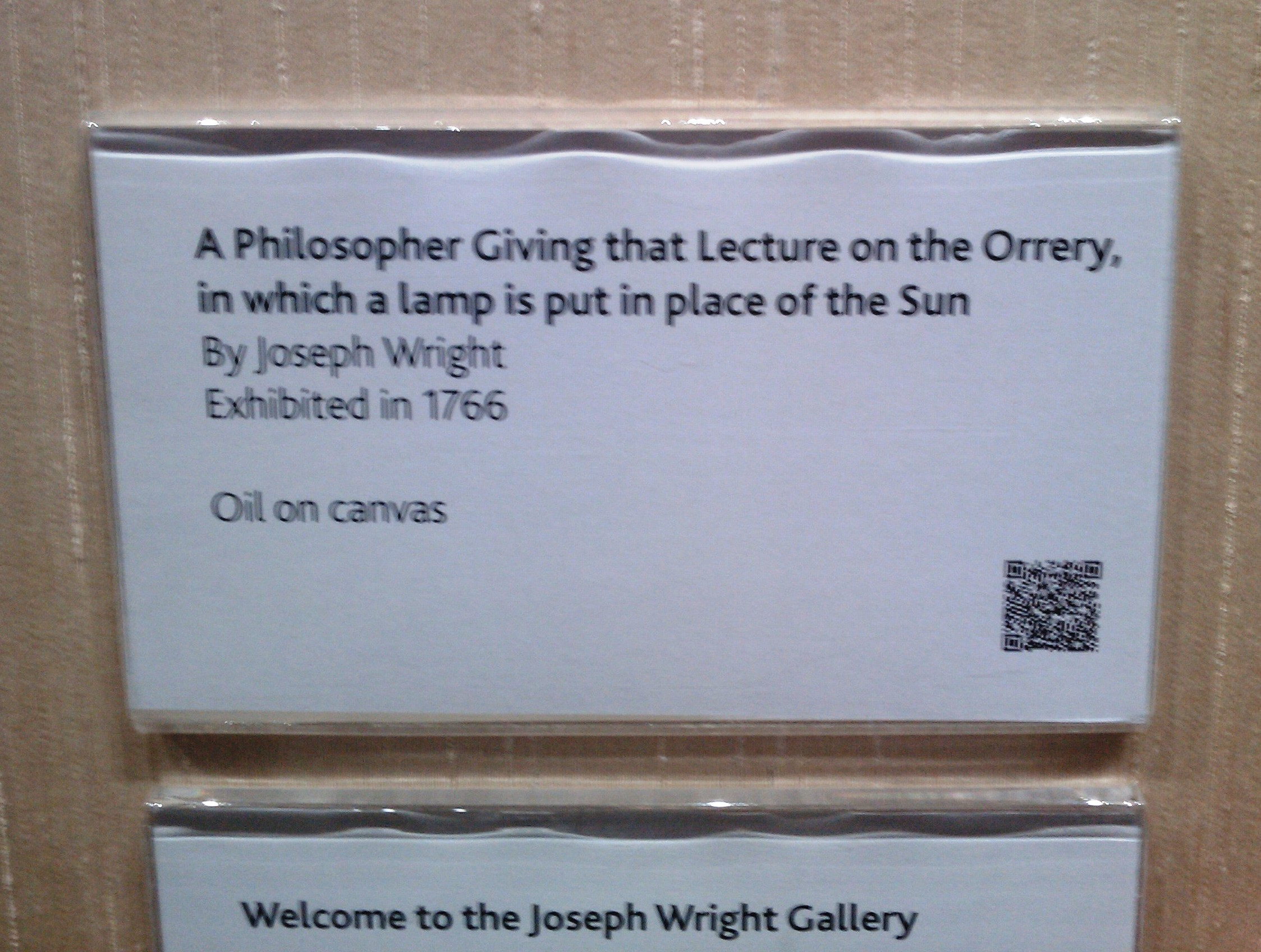
德比博物館裡的畫作“一位哲學家講授的太陽系儀”的標籤上附帶有一個QRpedia的QR碼。2012年2月時，此連結有19種可供選擇的語言
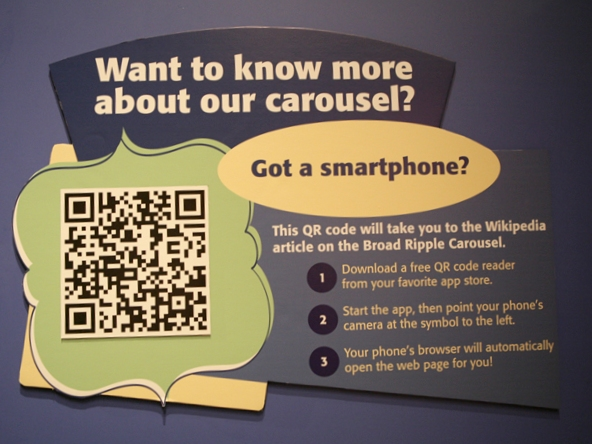
印第安納波利斯兒童博物館的一個QRpedia碼，連結至“Broad Ripple Park Carousel（英语：Broad Ripple Park Carousel）”
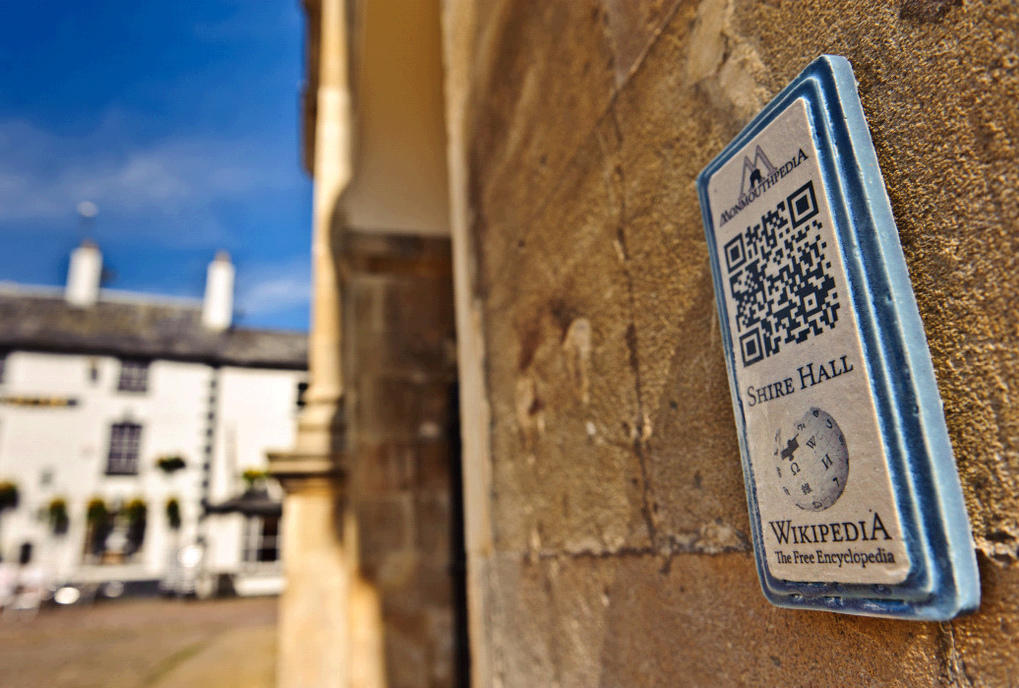
連結至“Shire Hall（英语：Shire Hall）”的QRpedia碼。這是MonmouthpediA計劃的一部分（2012年5月19日開始的計劃，目的是將南威爾士的蒙默斯與維基百科以QRpedia結合）
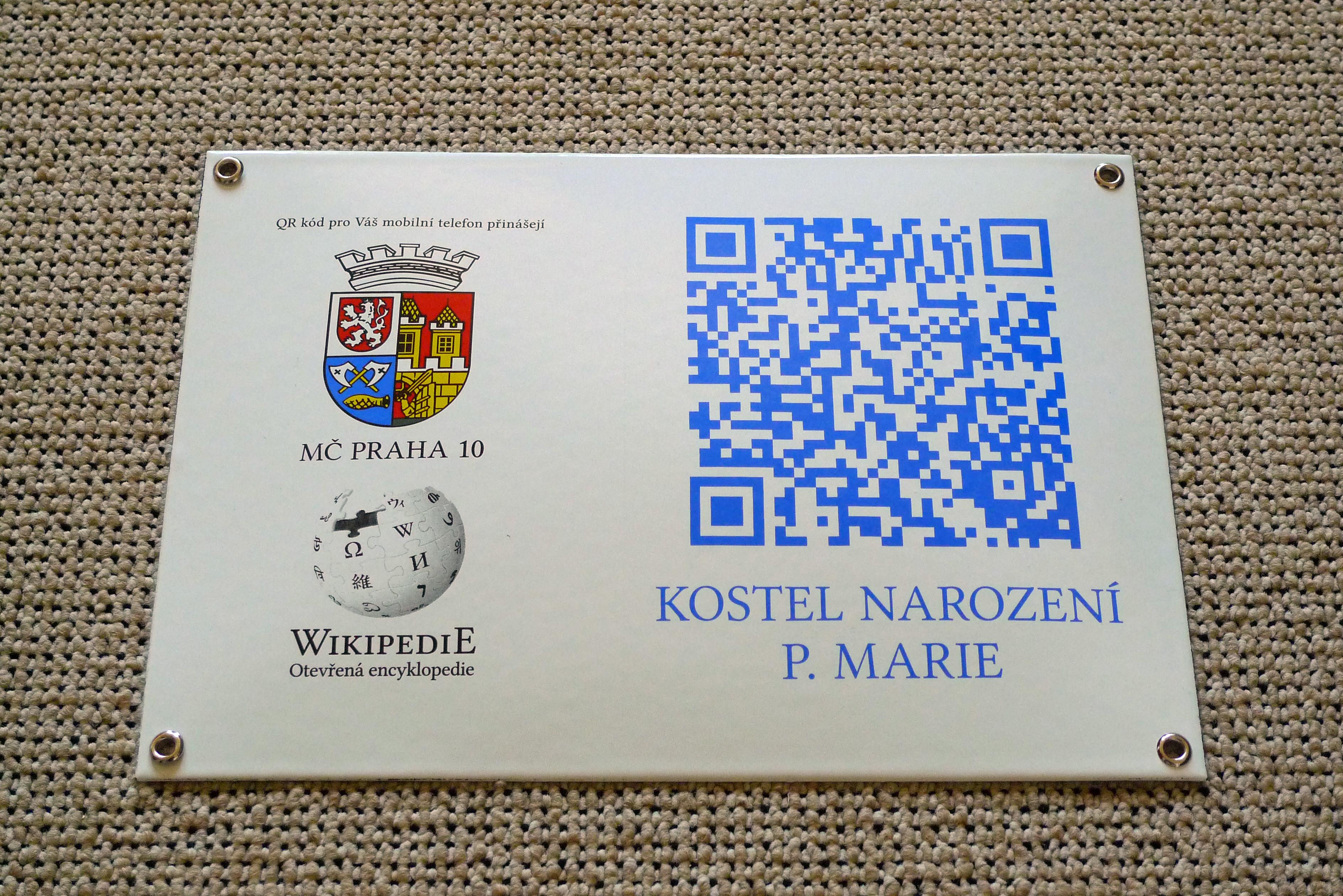
琺瑯板上的QRpedia碼，連結至Church of the Nativity of the Virgin Mary（英语：Church of the Nativity of the Virgin Mary (Prague)）。照片拍攝地點在捷克布拉格的Záběhlice
- 影片中的觸碰面板顯示了與1600-1650年相關的維基文章，並附帶QRpedia碼與座標。該面板在Samtidigt Meanwhile的展覽上使用。地點位在瑞典斯德哥爾摩的瓦薩博物館

QRpedia可在世界各地使用，只要使用者的手機或平板電腦有數據訊號。
你可以在以下地點發現它：
- Children's Chapel, St James' Church, Sydney
- The Children's Museum of Indianapolis，美國[2][13]
- 美國國會公墓[14]
- 德比博物館與藝術畫廊，英國[4]
- 愛沙尼亞體育博物館
- 司法博物館畫廊
- Fundació Joan Miró，西班牙。[4][15]包括在泰特美術館的巡迴展。[4]
- 英國國家檔案館[16][17]
- 電腦國家博物館（英國）[18]
- 索非亞動物園，保加利亞[19]
- 威爾士的Monmouth小鎮，是維基百科MonmouthpediA計劃的一部分。[20]
- St Paul's Church, Birmingham
- Different monuments in Prague 10[21]
- The New Art Gallery Walsall

QRpedia也使用在機構外，例如：佔領運動將它使用在活動海報上。

## 獲獎
2012年1月，QRpedia在2011年的智慧英國計劃（the Smart UK Project）當中，被譽為四個最具創新力的行動公司之一（從79個參賽者挑選）。該計劃的評比標準為「實用、易於理解且具有國際潛力與影響力。」也因此QRpedia被獲選參加2012年2月29日在巴薩所舉辦的世界移動通信大會。

## 英國維基媒體協會的爭議
2012年10月，Compass Partnership加入英國維基媒體協會（WMUK）與維基媒體基金會，聯合調查WMUK內部的管理問題。Compass在2013年2月發布調查結果，結果顯示協會的理事無法有效的管理內部的利益衝突，他們列出五十個給WMUK的建議，包括選出9名理事，其中3名由董事會指派。這些職位的任期建議為兩年，最多連任三次，以鼓勵持續性經營。這些利益衝突也包含QRPedia在內，Bamkin—WMUK前主席與QRPedia的開發者，在MonmouthpediA計劃裡擔任有支薪的顧問，他也在GibraltarpediA計劃裡收取了顧問費。Bamkin在引起爭議後辭去這些計劃的職務。而這個事件也導致理事Joscelyn Upendran辭職。2013年2月9日，WMUK宣布已與Roger Bamkin 和 Terence Eden達成協議，QRpedia的知識產權以及qrpedia.org與qrwp.org的域名將無償轉讓給WMUK。2013年2月12日，邁克爾·皮爾登記了兩個代表WMUK的QRpedia的相關域名。2013年4月2日，WMUK宣布Roger Bamkin和Terence Eden正在將QRpedia的所有權轉讓給英國維基媒體協會。2013年11月16日，WMUK宣布所有權轉讓的協議已經簽訂，而QRpedia的知識產權將由WMUK的全資子公司Cultural Outreach Limited掌有。根據協議，域名轉讓的行政程序隨時都可以開始。
至少一個維基媒體分會收到外界對QRpedia侵犯多項專利的指控。雖然WMUK相信情況並不嚴重，且遭遇訴訟的可能性不高，然而Cultural Outreach Limited已經成立以提供QRpedia額外保護。

## 外部連結
- QRpedia
- QRpedia的統計資料 [change stem for other articles]
- GoogleCode上的Qrpedia項目（页面存档备份，存于）
- QRpedia的X（前Twitter）